# Willem J. Aerts
Willem Johan Aerts, nach niederländischer Konvention meist abgekürzt Willem J. Aerts oder W. J. Aerts (* 26. Februar 1926 in Amsterdam; † 8. Februar 2017 in Groningen) war ein niederländischer Byzantinist und Neogräzist und emeritierter Professor für Byzantinische und Neugriechische Philologie an der Universität Groningen.
Aerts studierte von 1945 bis 1951 Klassische Philologie an der Universiteit van Amsterdam. Nach einer Anstellung als Lektor für Mittel- und Neugriechisch war er von 1967 bis 1990 Lehrstuhlinhaber für Byzantinische und Neugriechische Philologie in Groningen.
Nach Arbeiten zur griechischen Sprachwissenschaft, deren Gegenstand er wie G. H. Blanken, Willem F. Bakker und Arnold F. van Gemert holistisch anging, das heißt unter Berücksichtigung der gesamten sprachlichen Entwicklung des Griechischen von den Anfängen bei Homer bis in die Gegenwart (einschließlich des süditalischen Griko), wandte sich Aerts nach seiner Berufung zunächst der Überlieferung der Alexander-Legende zu und begründete die sogenannte Groningen Alexander study group, deren Ergebnisse er in verschiedenen Sammelbänden herausgab. In den 1980er und 1990er Jahren stand die Editionsphilologie im Vordergrund, als er insbesondere die Editio princeps der Historia Syntomos des Michael Psellos, einer zu didaktischen Zwecken kurzgefassten Weltchronik, kritisch herausgab und kommentierte und gemeinsam mit G. A. A. Kortekaas die ältesten griechischen und lateinischen Übersetzungen der Apokalypse des Pseudo-Methodius veröffentlichte. Weitere Arbeiten sind sowohl sprachwissenschaftlichen (byzantinische Lexikographie) als auch literaturwissenschaftlichen (byzantinischer Roman, insbesondere Barlaam und Ioasaph) und historischen Themen (vor allem Nikon vom Schwarzen Berg) gewidmet.

## Schriften (Auswahl)
Monographien
- Periphrastica. An investigation into the use of εἶναι and ἔχειν as auxiliaries and pseudo-auxiliaries from Homer up to the present day. Amsterdam 1965. – Proefschrift.
- Magna Graecia of Byzantium? Enige problemen rond het Grieks in Zuiditalië. Adolf M. Hakkert, Amsterdam, 1968. – Antrittsrede Groningen.

Editionen
- The Monza Vocabulary. In: W. F. Bakker, A. F. van Gemert, W. J. Aerts (Hrsg.): Studia Byzantina et Neohellenica Neerlandica. Brill, Leiden, 1972 (= Byzantina Neerlandica, 3), ISBN 90-04-03552-4, S. 36–73 (eingeschränkte Vorschau in der Google-Buchsuche).
- Michaelis Pselli Historia Syntomos. Recensuit, Anglice vertit et commentario instruxit W. J. Aerts (= Corpus Fontium Historiae Byzantinae, Ser. Berolina, vol. 30). De Gruyter, Berlin, New York 1990 (eingeschränkte Vorschau in der Google-Buchsuche).
- Theodorus Prodromus: Kikkermuizenoorlog. Styx Publications, 1992, ISBN 90-72371-57-7.
- (Hrsg., mit G. A. A. Kortekaas): Die Apokalypse des Pseudo-Methodius. Die ältesten griechischen und lateinischen Übersetzungen. 1: Einleitung, Texte, Indices Locorum et Nominum (= Corpus Scriptorum Christianorum Orientalium, Bd. 569; Subsidia, Tomus 97). Löwen 1998 (eingeschränkte Vorschau in der Google-Buchsuche).

Herausgeberschaften
- (Hrsg., mit Joseph M. M. Hermans): Alexander the Great in the Middle Ages. Ten studies of the last days of Alexander the Great in literary and historical writing (= Mediaevalia Groningana, 1). Nijmegen, 1978.
- (Hg.): Scholia. Studia ad criticam interpretationemque textuum Graecorum et ad historiam iuris Graeco-Romani pertinentia viro doctissimo D. Holwerda oblata. Egbert Forsten, Groningen, 1985, ISBN 90-6980-001-2.
- (Hrsg., mit Edmé R. Smits, Johan B. Voorbij): Vincent of Beauvais and Alexander the Great. Studies on the ‘Speculum Maius’ and its translations into Medieval vernaculars (= Mediaevalia Groningana, 7). Egbert Forsten, Groningen, 1986.
- (Hrsg., mit Martin Gosman): Exemplum et similitudo. Alexander the Great and other heroes as points of reference in medieval literature (= Mediaevalia Groningana, 8). Egbert Forsten, Groningen, 1988.
- Lodewijk Jozef Engels, Heinz Hofmann, in Verbindung mit Willem J. Aerts (Hrsg.): Spätantike. Mit einem Panorama der byzantinischen Literatur. Band 4 von: Klaus von See (Hrsg.): Neues Handbuch der Literaturwissenschaft. Aula-Verlag, Wiesbaden, 1997, ISBN 3-89104-052-0.

Artikel
- The knowledge of Greek in Western Europe at the time of Theophano and the Greek grammar fragment in ms. Vindob. 114. In: V. D. van Aalst, K. N. Ciggaar (Hrsg.): Byzantium and the Low Countries in the Tenth Century. Aspects of Art and History in the Ottonian Era. A. A. Brediusstichting, 1985, ISBN 90-71333-01-9, S. 78–103.
- Einige Überlegungen zur Sprache und Zeit der Abfassung des griechischen Romans ‘Barlaam und Ioasaph‘. In: Odilo Engels, Peter Schreiner (Hrsg.): Die Begegnung des Westens mit dem Osten. Kongreßakten des 4. Symposions des Mediävistenverbandes in Köln 1991 aus Anlass des 1000. Todestages der Kaiserin Theophanu. Sigmaringen 1993, S. 357–364.
- Alexander the Great and ancient travel stories. In: Z. R. W. M. von Martel (Hrsg.): Travel fact and travel fiction. Studies on fiction, literary tradition, scholarly discovery, and observation in travel writing (= Brill’s studies in intellectual history, Bd. 55). Brill, Leiden, 1994, ISBN 90-04-10112-8, S. 30–38 (eingeschränkte Vorschau in der Google-Buchsuche).
- The ‘Entführung aus dem Serail’–Motif in the Byzantine (vernacular) romances. In: Stelios Panayotakis, Maaike Zimmerman, Wytse Hette Keulen (Hrsg.): The ancient novel and beyond (= Mnemosyne, Suppl. 241). Brill, Leiden, 2003, ISBN 90-04-12999-5, S. 381–392, (eingeschränkte Vorschau in der Google-Buchsuche).
- A Byzantine traveller to one of the Crusader States. In: Krijna Nelly Ciggaar, Herman G. B. Teule (Hrsg.): East and West in the Crusader states. Context, contacts, confrontations. Acta of the congress held at Hernen Castle in September 2000 (= Orientalia Lovaniensia analecta, Bd. 3). Peeters Publishers, Löwen, 2003, ISBN 90-429-1287-1, S. 165–221 (eingeschränkte Vorschau in der Google-Buchsuche).
- Nikon of the Black Mountain, Witness to the first Crusade? Some remarks on his person, his use of language and his work, named Taktikon, esp. Logos 31. In: Krijna Nelly Ciggaar, David M. Metcalf (Hrsg.): East and West in the Medieval Eastern Mediterrean. Bd. 1: Antioch from the Byzantine reconquest until the end of the Crusader principality (= Orientalia Lovaniensia analecta, Bd. 147). Peeters Publishers, 2006, ISBN 90-429-1735-0, S. 125–139 (eingeschränkte Vorschau in der Google-Buchsuche).
- Nikon of the Black Mountain, Logos 31 (Translation). In: Krijna Nelly Ciggaar, David M. Metcalf (Hrsg.): East and West in the Medieval Eastern Mediterrean. Bd. 1: Antioch from the Byzantine reconquest until the end of the Crusader principality (= Orientalia Lovaniensia analecta, Bd. 147). Peeters Publishers, 2006, ISBN 90-429-1735-0, S. 140–170 (eingeschränkte Vorschau in der Google-Buchsuche).
- Lexikographika aus dem Byzantinischen Alexandergedicht und aus Nikon am Schwarzen Berg. In: Erich Trapp, Sonja Schönauer (Hrsg.): Lexicologica byzantina. Beiträge zum Kolloquium zur byzantinischen Lexikographie (Bonn, 13.–15. Juli 2007) (= Super Alta Perennis. Studien zur Wirkung der Klassischen Antike, Bd. 4). Bonn University Press, Vandenhoeck & Ruprecht, Göttingen, 2008, ISBN 3-89971-484-9, S. 151–161 (eingeschränkte Vorschau in der Google-Buchsuche).